# Che vita meravigliosa
Che vita meravigliosa (с итал. — «Какая чудесная жизнь») — четвёртый студийный альбом итальянского певца Диодато. Был выпущен 14 февраля 2020 на лейбле Carosello Records. Альбом достиг четвёртого места в чарте Federazione Industria Musicale Italiana. Альбом включает в себя три сингла "Il commerciante", "Non ti amo più", "Che vita meravigliosa" и "Fai rumore".

## Синглы
"Il commerciante" главный сингл с альбома был выпущен 16 апреля 2019 года. "Non ti amo più" второй сингл с альбома был выпущен 28 июня 2019 года. "Che vita meravigliosa" третий сингл с альбома был выпущен 29 ноября 2019 года он достиг номера 51 в итальянском чарте Federazione Industria Musicale Italiana. "Fai rumore" был выпущен, как четвёртый сингл с альбома. Он вышел 7 февраля 2020 года. Песня дебютировал под номером один в итальянском чарте Italian Singles Chart. Песня победила в фестивале в Сан-Ремо и должна была участвовать в Евровидение 2020 года в Роттердаме, в Нидерландах.

## Список композиций
| №   | Название                          | Автор(ы)                      | Длительность |
| --- | --------------------------------- | ----------------------------- | ------------ |
| 1.  | «Che vita meravigliosa»           |                               | 3:32         |
| 2.  | «Fino a farci scomparire»         |                               | 3:44         |
| 3.  | «La lascio a voi questa domenica» |                               | 3:59         |
| 4.  | «Fai rumore»                      | Antonio Diodato Edwyn Roberts | 3:36         |
| 5.  | «Alveari»                         |                               | 4:03         |
| 6.  | «Ciao, ci vediamo»                |                               | 3:25         |
| 7.  | «Non ti amo più»                  |                               | 3:21         |
| 8.  | «Solo»                            |                               | 4:09         |
| 9.  | «Il commerciante»                 |                               | 3:14         |
| 10. | «E allora faccio così»            |                               | 3:32         |
| 11. | «Quello che mi manca di te»       |                               | 4:05         |

## Чарты
| Чарт (2020)           | Высшая позиция |
| --------------------- | -------------- |
| Italian Albums (FIMI) | 4              |

## История выпуска
| Регион | Дата            | Формат                     | Лейбл             |
| ------ | --------------- | -------------------------- | ----------------- |
| Италия | 14 февраль 2020 | Digital download streaming | Carosello Records |